# Antonio Ligi Bussi
Antonio Ligi Bussi OFMConv (* 6. Dezember 1799 in Urbino; † 9. September 1862 in Rom) war ein italienischer Kurienerzbischof.

## Leben
Er trat in den Orden der Franziskaner-Konventualen ein und empfing am 26. Dezember 1825 in Iesi die Priesterweihe. Im Jahr 1831 wurde er Kurat an der römischen Kirche Santi XII Apostoli. Nachdem er am römischen Kolleg San Bonaventura den Grad eines Magisters der Theologie erlangt und dort ab dem 5. Juni 1837 Kanonisches Recht gelehrt hatte, trat er am 12. April 1842 als Konsultor der Kongregation für die Regularen in den Dienst der Kurie.
Papst Pius IX. ernannte Antonio Ligi Bussi am 7. Januar 1851 zum Vizegerenten von Rom und am 17. Februar desselben Jahres zum Titularerzbischof von Iconium. Die Bischofsweihe spendete ihm am 23. Februar 1851 der Kardinalbischof von Albano und Kardinalvikar Costantino Patrizi Naro; Mitkonsekratoren waren die Kurienerzbischöfe Carlo Luigi Morichini und Domenico Lucciardi. Ab dem 20. Februar 1852 war er Konsultor des Römischen Inquisition sowie der Kongregation für Ablässe und die heiligen Reliquien.
Antonio Ligi Bussi starb im Amt und wurde in der Kirche Santi XII Apostoli beigesetzt.